# Manfred Gerlach
Manfred Gerlach (Leipzig (República de Weimar), 8 de maig de 1928 - Berlín, 17 d'octubre de 2011) fou un polític alemany. En la seva joventut, durant la Segona Guerra Mundial formà part de la resistència de l'interior d'Alemanya al nazisme. Fou membre del Partit Liberal Democràtic d'Alemanya i un destacat polític de la República Democràtica Alemanya.
Des de 1949 fins a 1990, Mafred Gerlach fou membre de la Volkskammer de l'RDA i, a partir de 1960 fou un dels vicepresidents del Consell d'Estat.
El 1989 fou elegit president del Consell d'Estat i es convertí d'aquesta manera en el cap d'estat de la República Democràtica Alemanya, càrrec que ocupà fins a 1990.
Va morir el 17 d'octubre de 2011 a Berlín.

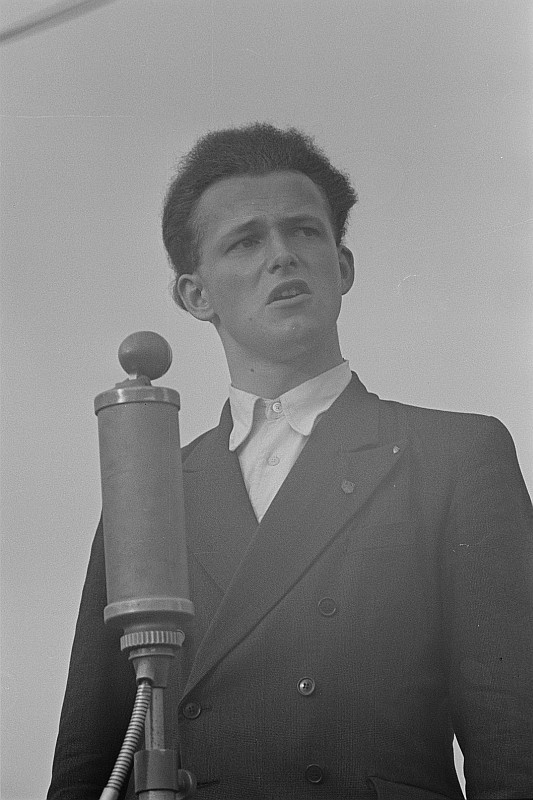
7 de gener de 1950